# 大亨小傳 (2000年電影)
《大亨小傳》（英語：The Great Gatsby）是一部2000年英美合拍的愛情電視電影，由羅伯特·馬科維茨執導，改編自法蘭西斯·史考特·費茲傑羅的1925年同名小說《大亨小傳》。主演有托比·斯蒂芬斯，飾演主角傑·蓋茲比、美娜·蘇雲露飾演黛西·布卡南、保羅·活特飾演尼克·卡拉威、馬丁·多諾萬飾演Tom Buchanan、法蘭西·斯威飾演Jordan Baker、海瑟·戈爾登赫什飾演Myrtle Wilson，以及麥特·梅洛伊飾演Klipspringer。本片於2000年3月29日播映。

## 演員
- 托比·斯蒂芬斯 飾 傑·蓋茲比（英语：Jay Gatsby）
- 美娜·蘇雲露 飾 黛西·布卡南（英语：Daisy Buchanan）
- 保羅·活特 飾 尼克·卡拉威
- 馬丁·多諾萬 飾 Tom Buchanan
- 法蘭西·斯威（英语：Francie Swift） 飾 Jordan Baker
- 海瑟·戈爾登赫什（英语：Heather Goldenhersh） 飾 Myrtle Wilson
- 麥特·梅洛伊（英语：Matt Malloy） 飾 Klipspringer

## 製作
本片是由美國的A+E有線電視網和英國的Granada Productions合作製作的。由羅伯特·馬科維茨執導。配樂由卡爾·戴維斯負責，攝影由Guy Dufaux負責。本片製作由Taavo Soodor設計。
本片是第四部改編《大亨小傳》的電影。

## 外部連結
- 互联网电影数据库（IMDb）上《The Great Gatsby》的资料（英文）